# NGC 6206
NGC 6206 (również IC 1227, PGC 58723 lub UGC 10506) – galaktyka soczewkowata (S0), znajdująca się w gwiazdozbiorze Smoka. Odkrył ją Lewis A. Swift 23 października 1886 roku.